# Le Monde du mugham
Le Monde du mugham (en azéri : “Muğam Dünyası” Beynəlxalq musiqi festivalı) est un festival international de musique dont la première édition s'est tenue à Bakou du 18 au 25 mars 2009, à l’initiative de la Fondation Heydar Aliyev.
Présidé par Mehriban Aliyeva, Première dame d'Azerbaïdjan et ambassadrice de bonne volonté de l’UNESCO et de l’ISESCO, il a été organisé en collaboration avec le ministère de la Culture et du Tourisme, le ministère de l’Éducation et l'Union des compositeurs d'Azerbaïdjan afin de populariser le mugham azerbaïdjanais dans la culture moderne. L’inauguration officielle du festival a eu lieu le 20 mars au  Centre du mugham de Bakou.
Les différentes manifestations ont été un symposium scientifique international du mugham, un concours international de chanteurs de mugham (khanendés), un grand nombre de concerts de mugham. Le  festival s'est achevé par un concert de gala le 25 mars 2009 au Palais Heydar-Aliyev de Bakou.
Lors du symposium, qui se déroulait en trois parties, ont été entendus les rapports sur les cultures musicales de l’Azerbaïdjan, Iran, Turquie, Pakistan, Inde, Tunisie, Ouzbékistan, Tadjikistan. Un livre a été édité après son achèvement,.

## Programme du symposium
- 17 mars - Conférence de presse du Festival international du monde de Mugham.
- 18 mars - Cérémonie d'ouverture du symposium scientifique international au Musée national d'histoire de l'Azerbaïdjan.
- 19 mars - Conférences de sections du Symposium scientifique international au Musée national d'histoire de l'Azerbaïdjan.
- 20 mars - Conférences du symposium international au Musée national d'histoire de l'Azerbaïdjan.
- 20 mars - Conférence de clôture d'une table circulaire au Musée national d'histoire de l'Azerbaïdjan.
- 20 mars - Cérémonies de célébration de la fête de Novrouz à Itchericheher.
- 20 mars - Réception officielle en l'honneur des participants du festival.
- 22 mars - Rencontre avec les amis du mugham azerbaïdjanais à l’Union des compositeurs d’Azerbaïdjan.

## Organisateurs du festival

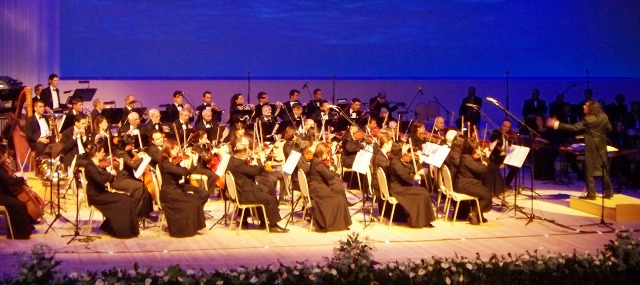
L’orchestre symphonique

### Président du festival
- Mehriban Aliyeva - Président de la Fondation Heydar Aliyev, ambassadeur de bonne volonté de l'UNESCO et de l'ISESCO[4]

### Organisateurs du festival
- Fondation Heydar Aliyev
- Ministère de la culture et du tourisme de la République d'Azerbaïdjan
- Union des compositeurs d'Azerbaïdjan

### Soutien organisationnel
- Ministère de l'éducation de la République d'Azerbaïdjan
- Académie nationale des sciences d'Azerbaïdjan
- Fondation des amis de la culture azerbaïdjanaise

### Directeur artistique du festival
- Firanguiz Alizadé - Président de l'Union des compositeurs d'Azerbaïdjan[5]

### Comité d'organisation
- Abulfaz Garayev, ministre de la Culture et du Tourisme de la République d'Azerbaïdjan (coprésident du comité d'organisation)
- Missir Mardanov, ministre de l'Éducation de la République d'Azerbaïdjan (coprésident du comité d'organisation)
- Mahmoud Karimov, président de l'Académie nationale des sciences d'Azerbaïdjan (coprésident du comité d'organisation)
- Franguiz Alizadé, président de l'Union des compositeurs d'Azerbaïdjan
- Vagif Sadigov, Vice-ministre des Affaires étrangères de la République d'Azerbaïdjan
- Farhad Badalbeyli, chancelier de l'Académie de musique de Bakou
- Timutchin Afandiyev, chancelier de l'Université de la culture et des arts d'Azerbaïdjan
- Siyavouch Karimi, chancelier du Conservatoire national d'Azerbaïdjan
- Anar Alakbarov, directeur exécutif de la Fondation Heydar Aliyev
- Ibrahim Gouliyev, directeur exécutif de la Fondation des amis de la culture azerbaïdjanaise
- Eleonora Husseynova, représentante permanente de l'Azerbaïdjan auprès de l'UNESCO, ambassadrice
- Arif Alychanov, président de la société anonyme de l'Union de la radiodiffusion d'État d'Azerbaïdjan
- Adalat Aliyev, président de la société de presse « Lider »
- Akif Malikov, président du théâtre d'opéra et de ballet d'Azerbaïdjan
- Murad Adigozelzadeh, président de la salle de concert philharmonique d'État d'Azerbaïdjan

### Groupe d'organisation du travail
- Farah Aliyeva, responsable de la branche arts du ministère de la Culture et du Tourisme (responsable du groupe de travail)
- Ilham Pirmammadov, chef du personnel du ministère de l'éducation de l'Azerbaïdjan
- Parvina Ismayilova, responsable de la branche politique sociale de la Fondation Heydar Aliyev
- Yagut Chikhseyidguizi, professeur associé au Conservatoire national d'Azerbaïdjan
- Chahla Mahmudova, professeure à l'Académie de musique de Bakou
- Mehdi Mammadov, représentant du centre Mugham
- Djahangir Salimkhanov, musicologue
- Gochgar Hassanov, traducteur

## Participants
- Elchin Hashimov ( Azerbaïdjan)
- Aygün Bayramova ( Azerbaïdjan)
- Alim Qasimov ( Azerbaïdjan)
- Aghakhan Abdullayev ( Azerbaïdjan)
- Ismayil Hamidov ( Azerbaïdjan)
- Nuriyya Hüseynova ( Azerbaïdjan)
- Valeh Alekberov ( Azerbaïdjan)
- Munis Sharifov ( Azerbaïdjan)
- Sakina Ismayilova ( Azerbaïdjan)
- Faxreddin Dadashov ( Azerbaïdjan)
- Möhlet Müslümov ( Azerbaïdjan)
- Melekxanym Eyyubova ( Azerbaïdjan)
- Zamiq Aliyev ( Azerbaïdjan)
- Zabit Nabizade ( Azerbaïdjan)
- Elshan Mansurov ( Azerbaïdjan)
- Firuz Aliyev ( Azerbaïdjan)
- Elnur Ahmedov ( Azerbaïdjan)
- Mansum Ibrahimov ( Azerbaïdjan)

- Ensemble Al Advar ( Égypte)
- Aicha Redouane ( France)
- Vasumathi Badrinathan ( Inde)
- Hussain Al Adhamy ( Irak)

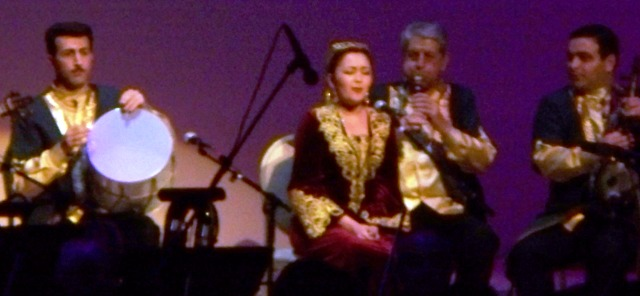
Les participants de l'Ouzbékistan

- Ensemble Angam Al Rafidain ( Irak)
- Mozafar Shafiei ( Iran)
- Ensemble Marâghî ( Italie)
- Taoufik Himmiche ( Maroc)
- Ensemble Nahda ( Maroc)
- Nodira Pirmatova ( Ouzbékistan)
- Ayshamgul Muhammad ( Ouzbékistan)
- Ensemble Chargokh ( Ouzbékistan)
- Yulduz Turdiyeva ( Ouzbékistan)
- Omar Sarmini ( Syrie)
- Ensemble Al Kindi ( Syrie)